# Temperatura powierzchni oceanu

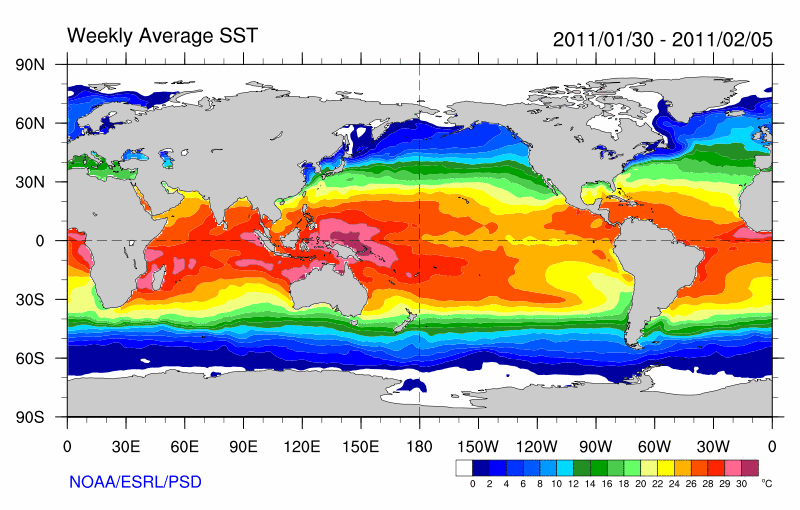
Uśredniona (jeden tydzien) Weekly temperatura powierzchni oceanu na wszystkich oceanach w pierwszym tygodniu 2011.

Temperatura powierzchni oceanu (ang. sea surface temperature, SST) – temperatura wody blisko powierzchni oceanu lub morza.
Wiele zjawisk atmosferycznych zależy od temperatury wody: masy powietrza nad oceanem są modyfikowane przez temperaturę oceanu, temperatura wody wpływa na powstawanie pasm opadowych, powstawanie i cykl życia cyklonów tropikalnych zależy od temperatury oceanu i ilości ciepła w warstwie blisko powierzchni. Cyklony tropikalne pozostawiają także zimny ślad cyklonu powodowany przez mieszanie się ciepłej wody przy powierzchni oceanu z zimniejszymi warstwami w głębi oceanu. Temperatura oceanu może mieć silne dobowe zmiany ze względu na zmianę dochodzącego promieniowania słonecznego. Jednak zazwyczaj zmiany dobowe temperatury powierzchni oceanu są mniejsze niż zmiany dobowe temperatury powietrza ze względu na większą pojemność cieplną wody; zmiany dobowe temperatury oceanu są mniejsze w czasie silniejszego wiatru. Prądy oceaniczne i globalna cyrkulacja termohalinowa wpływa na średnią temperaturę powierzchni oceanu. Blisko brzegu wiatry powodują oziębienie powierzchni oceanu w przypadku przepływu wody w kierunku powierzchni z głębszych rejonów. Temperatura oceanu jest ważnym parametrem w numerycznej prognozie pogody i w modelach klimatu. Temperatura oceanu wpływa też na powstawanie mgły.

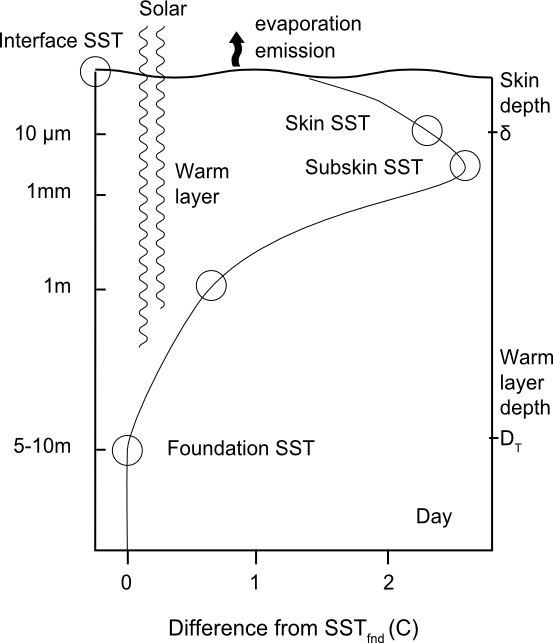
Odchylenie temperatury w górnej warstwie od temperatury podstawowej. Skala logarytmiczna.

## Pomiary
Temperatura samej powierzchni morza jest trudna do zmierzenia. Za pomocą metod teledetekcyjnych w podczerwieni można wyznaczyć temperaturę na około 10 mikrometrach od powierzchni. Temperatura ta jest nazywana temperaturą naskórka (ang. skin temperature). Sztuczne satelity mierzą temperaturę na głębokości około milimetra za pomocą pomiaru mikrofalowego, zaś boje dryfujące lub termometry mierzą temperaturę na głębokości około 1 m (w czasie dnia jest to temperatura ciepłej warstwy). Na statkach rutynowo mierzy się temperaturę z głębokości około 20 m.
Boje dryfujące są w stanie dokonywać pomiarów temperatury przy powierzchni oceanów. Sieć profilatorów oceanicznych Argo, która jest używana do oceny zawartości ciepła w oceanie jest obecnie (2013) w mniejszym stopniu wykorzystywana do pomiarów temperatury samej powierzchni oceanu, ze względu na to, że boje te nie dochodzą bezpośrednio do samej powierzchni.

### Termometry
Temperatura oceanu była jedną z pierwszych wielkości, jakie były rutynowo mierzone w wodach oceanicznych i morskich
Pod koniec XVIII wieku Benjamin Franklin używał termometrów rtęciowych na statku podczas podróży ze Stanów Zjednoczonych. Temperatura oceany była mierzona przez zanurzenie termometry do wiadra z wodą pobraną z powierzchni oceanu. Pierwsze automatyczne pomiary SST zaczęły się w 1963 roku. Pomiary te polegają na mierzeniu temperatury wody, jaka jest pobierana na statku w celu np. chłodzenia silnika. Te pomiary mają błąd około 0,6 C powodowany przez wzrost temperatury w pomieszczeniu, gdzie znajdują się silniki okrętowe. Boje pogodowe i oceaniczne dokonują pomiarów temperatury oceanu na około 3m metrach. W czasie ostatnich 130 lat, czyli w okresie, kiedy pomiary SST były wykonywane, używa się różnorodnych metod pomiarowych. Powoduje to systematyczne błędy pomiarowe. Do roku 1941 pomiary dokonywano głównie za pomocą pobierania wody wiadrem, z głębokości około 0,5 m, ale możliwe były różnice pomiarowe związane z tym, jakie to były wiadra, skąd pobierano wodę na statku, rodzaj instrumentu do pomiary temperatury, czas pomiędzy pobraniem wody i pomiarem temperatury. Na początku drugiej Wojny Światowej 1939–1941 zmiany techniki pomiarowej, spowodowane tym, że dane ze statków europejskich był zastąpione w dużej mierze danymi ze statków amerykańskich, były największe. Mniejsze różnice zaobserwowano pod koniec wojny w roku 1945.
Pomiędzy 1951 a 1980 rokiem pomiary robiono głównie za pomocą wody pobieranej z oceanu do chłodzenia silników okrętowych. Używa się także pomiarów temperatury z dryfujących boi, których wyniki są przesyłane do satelitów. Istnieje sieć pomiarowa przy wybrzeżach Stanów Zjednoczonych National Data Buoy Center (NDBC). Istnieje też sieć pomiarowa boi na Pacyfiku i Oceanie Indyjskim.

### Pomiary satelitarne

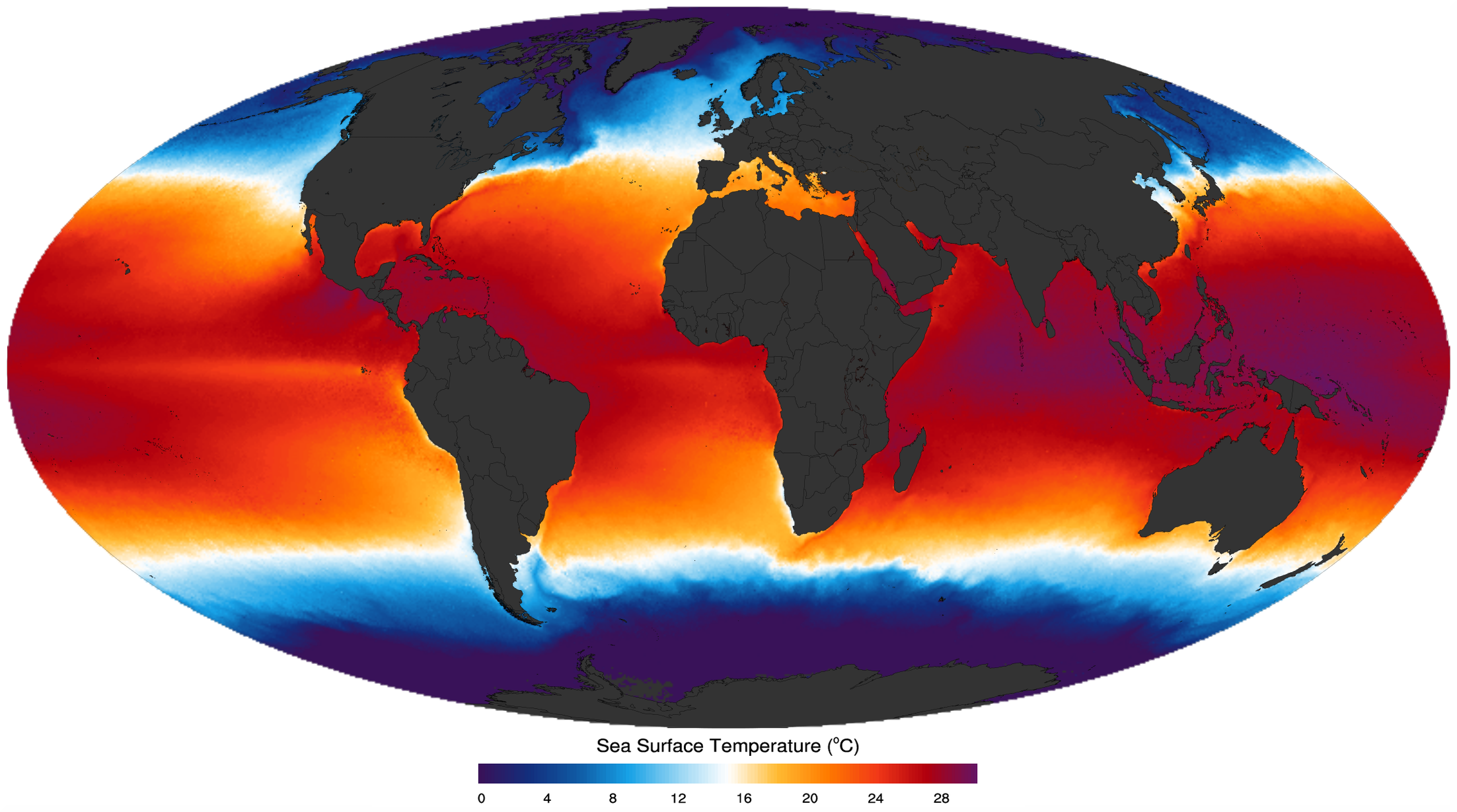
2003-2011 Pomiar SST za pomocą instrumentu MODIS.

Pomiary satelitarne używane do pomiarów temperatury oceany są wykorzystywane od 1967 roku a pierwsze dane globalne powstały w 1970 roku. Od 1982 roku dane satelitarne są wykorzystywane coraz częściej i dają dość dobrą zgodność z pomiarami bezpośrednimi. Pomiary satelitarne są robione za pomocą pomiaru promieniowania dochodzącego do satelity najczęściej w dwóch lub więcej długościach widma elektromagnetycznego. Pomiary satelitarne dają informacje zarówno o globalnym rozkładzie temperatury i umożliwiają dokonywanie wielokrotnych pomiarów tego samego rejonu w czasie dnia.
Istnieją jednak problemy z pomiarami satelitarnymi temperatury oceanu. Pomiary satelitarne oceniają temperaturę "naskórka" oceanu do około 0.01 mm. Ten pomiar może się różnić od temperatury oceanu przy powierzchni oceanu (na głębokości 1–10 m). na pomiary satelitarne mają wpływ czynniki inne niż temperatura oceanu. W szczególności chmury mogą wpływać na satelitarny pomiar SST.

## Temperatura oceanu i klimat

Zawartość ciepła w oceanie w warstwie 0-2000 m jako funkcja czasu. Pokazane są też błędy pomiarowe, które były większe na początku okresu pomiarowego.

Temperatura na powierzchni oceanu jest regulowana nie tylko przez lokalne procesy takie jak mieszanie wody w oceanie czy adwekcja (przepływ) wody. W globalnej skali procesy takie jak nierównowaga dochodzącego i odchodzącego promieniowania słonecznego i podczerwonego na szczycie atmosfery jest kompensowana przez zmiany transportu ciepła do oceanu. Powoduje to zmiany temperatury oceanu, w tym wody na powierzchni. Ocean pobiera nadwyżkę energii dochodzącą do Ziemi (w przypadku gdy następują zmiany powodujące, że atmosfera oddaje ciepło do oceanu). Zmienia to temperaturę powierzchni oceanów i powoduje transport ciepła w głąb oceanu przez co zmienia się jego zawartość ciepła. Rysunek pokazuje zawartość ciepła w pierwszych 2000 metrów od powierzchni wody; widać, że zawartość ciepła w oceanie zwiększyła się na przestrzeni ostatnich 65 lat; z tym, że pomiary z początku tego okresu obarczone są dużym błędem. Dopiero od okresu pomiarów Argo, czyli od 2004 roku, błąd pomiarowy jest znacznie niższy. Okazuje się też, że zawartość ciepła w oceanie pomiędzy warstwą 0-700 m oraz 0-200 m (nie pokazana na rysunku) ma inny przebieg w różnych okresach czasu. Obserwacje pokazują, że mogą występować okresy zaniku akumulacji ciepła w górnych warstwach (0-700m) kompensowane przez zwiększony transport do niższych warstw (700-2000 m), co jest związane ze zmianami cyrkulacji oceanu. Może to wpływać na obserwowaną temperaturę na powierzchni oceanu. Pomiary zawartości ciepła na głębokości 2000-6000m nie są obecnie wykonywane rutynowo.

Pomiar temperatury oceanu umożliwia poznanie tempa globalnego ocieplenia. W 2019 roku temperatura oceanów (w szczególności górnych 2000m) była najwyższa w historii pomiarów. Szczególnie mocno wzrosły temperatury Atlantyku i Oceanu Antarktycznego. Wyjaśnieniem tego zjawiska są antropogeniczne czynniki zmiany klimatu.